# Ząbki
Ząbki – miasto w województwie mazowieckim, w powiecie wołomińskim, w aglomeracji warszawskiej.
W latach 1952–1954 miejscowość była siedzibą wiejskiej gminy Ząbki. W latach 1975–1998 miasto administracyjnie należało do województwa warszawskiego.
Według danych GUS z 1 stycznia 2024 r. miasto liczyło 45 347 mieszkańców, będąc 10. najludniejszym miastem w województwie.

## Historia

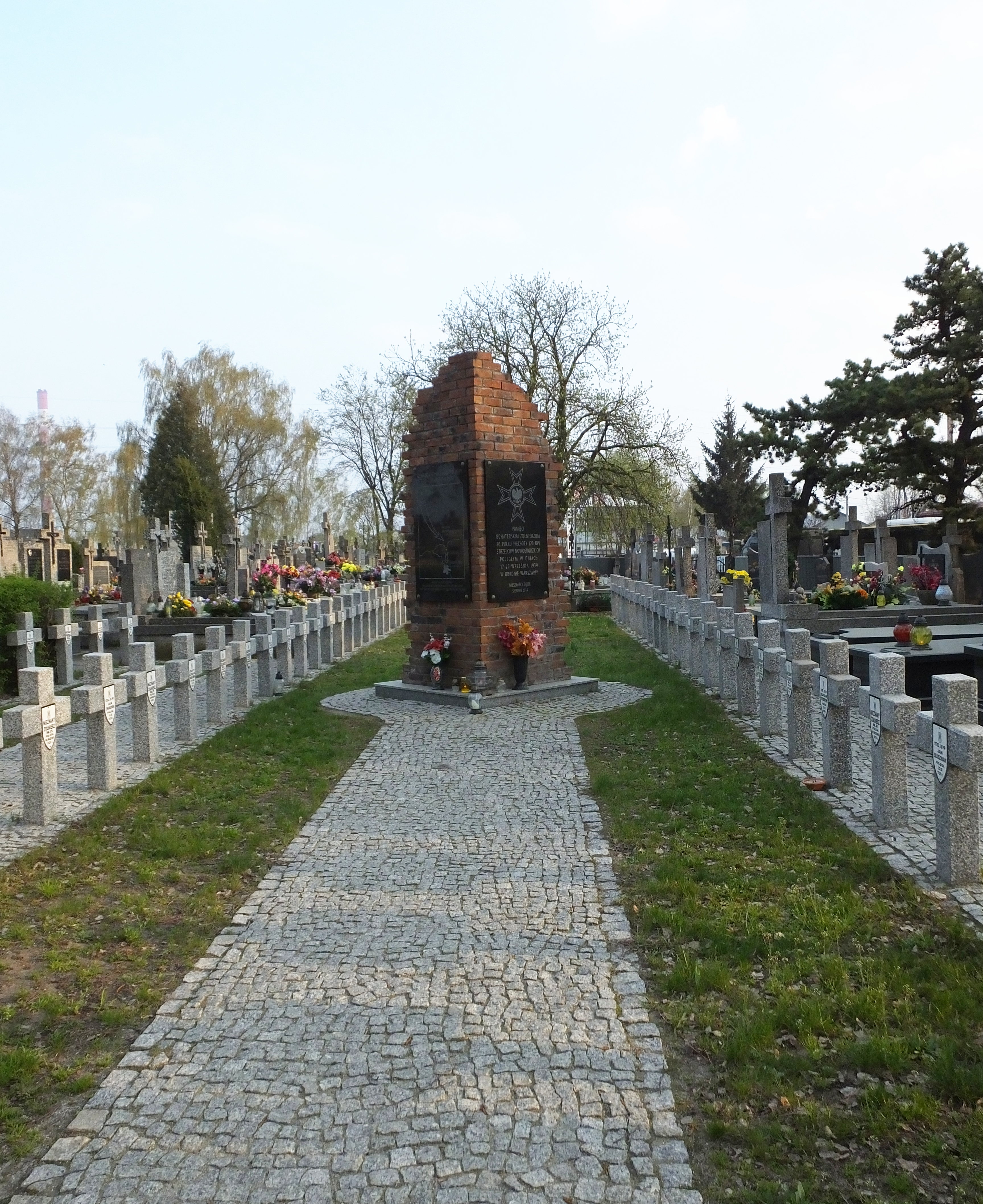
Aleja grobów żołnierzy 80 Pułku Strzelców Nowogródzkich poległych w obronie Warszawy w 1939 r. na cmentarzu w Ząbkach.

Pierwotna nazwa wsi brzmiała Wola Zambkowa. Wieś powstała na mocy decyzji króla Zygmunta I Starego z dnia 13 października 1533 o lokowaniu wsi na terenie Lasu Zabiele. Prawo lokowania wsi oraz pierwsze wójtostwo otrzymał Jan Zambek z Grochowa.
Szesnastowieczne źródła podają, że wieś królewska Wola Ząbkowa leżała na piaszczystym i bagnistym gruncie na skraju Puszczy Słupeckiej. Mieszkało tu 15 kmieci, którzy w pobliskim folwarku Bródno odrabiali w tygodniu 3 dni pańszczyzny, dawali dziesięcinę i mieli inne określone powinności.
Wieś królewska Wola Ząbkowa położona była w 1580 roku w powiecie warszawskim ziemi warszawskiej województwa mazowieckiego. W roku 1580 Wola Ząbkowa zmieniła nazwę na Ząbki. Właścicielami miejscowości była rodzina Platerów. W 1635 roku Ząbki nawiedziła wielka powódź spowodowana wylewami Wisły.
Korzystniejsze warunki dla osadnictwa zaistniały w XVII i XVIII w. Przyczyniły się do tego poważne przemiany gospodarczo-społeczne w okresie oświecenia i szybki w tym czasie rozwój Warszawy. W 1795 roku w wyniku III rozbioru Polski Ząbki znalazły się przejściowo w zaborze pruskim. W 1807 roku Ząbki zostały przyłączone do Księstwa Warszawskiego, a już w 1815 znalazły się w zaborze rosyjskim, w którym pozostały do zajęcia tych obszarów przez Niemców w 1915 r. i wycofania się wojsk rosyjskich (a de facto do 1918, czyli do momentu odzyskania niepodległości).
Dalszy rozwój miejscowości przypada na I połowę XIX w. Lepsza była również łączność komunikacyjna z Warszawą. Według danych z 1827 roku Ząbki liczyły 36 budynków i 206 mieszkańców. W latach osiemdziesiątych XIX w. liczba mieszkańców wzrosła do 600. Ząbki wchodziły wówczas w skład dóbr rodziny hrabiowskiej Ronikerów. W okresie powstania listopadowego na terenie wsi stacjonowało wiele jednostek polskich pod dowództwem generała Józefa Chłopickiego. Ząbki stanowiły wówczas przedpole bitwy pod Olszynką Grochowską. Miejsce bitwy upamiętnia pomnik.
Pod koniec XIX w. hrabia Roniker zbudował w Ząbkach dwie cegielnie i kolejkę wąskotorową w kierunku Bródna, co podniosło poziom zatrudnienia. W 1862 roku uruchomiona została Kolej Warszawsko-Petersburska, która spowodowała napływ ludności i ożywienie gospodarcze. W tym również roku powstała pierwsza szkoła. W 1903 roku z inicjatywy Warszawskiego Towarzystwa Pomocy Lekarskiej i Opieki nad Umysłowo i Nerwowo Chorymi (powstałego w 1889 roku), we wsi Drewnica utworzono Szpital Psychiatryczny, funkcjonujący do dziś. Uroczyste otwarcie i poświęcenie zakładu odbyło się w maju 1903 roku. Początkowo były to dwa baraki, jeden dla kobiet, drugi dla mężczyzn, w sumie dla 24 chorych. Liczba chorych stale rosła i zakład powiększał się. Pierwszym dyrektorem był dr Karol Rychliński, który kierował zakładem przez 30 lat.
W 1912 roku rozparcelowano część majątku hrabiego Ronikera według projektu konkursowego prof. Tadeusza Tołwińskiego i rozpoczęto tworzenie miasta-ogrodu. Ta idea urbanistyczna została zrealizowana tylko częściowo. Po I wojnie światowej powstało Nadleśnictwo Drewnica.
W okresie międzywojennym ożywiło się budownictwo murowane oparte na miejscowych cegielniach. Do dziś zachowało się kilka obiektów o wartości zabytkowej. Zbudowano wille dla generałów Władysława Sikorskiego i Kazimierza Sosnkowskiego, wiceprezydenta Warszawy M. Jankowskiego i wielu innych osobistości, również ze świata kultury.
W 1918 roku zakończono budowę pierwszego drewnianego kościoła i utworzono parafię.
W 1920 roku w czasie wojny z bolszewikami na terenie Ząbek zorganizowano tymczasowy szpital dla rannych, uczestników bitwy pod Ossowem. Wielu żołnierzy zmarło z powodu odniesionych ran i zostało pochowanych na starym cmentarzu w Ząbkach. W przeddzień bitwy ksiądz Ignacy Skorupka odprawił mszę świętą na wzgórzu przed kościołem.
W 1927 roku powstał klub sportowy „Ząbkowia”. W związku z częstymi pożarami pustoszącymi Ząbki, w roku 1925 utworzono Ochotniczą Straż Pożarną. Pod koniec lat 30. Ząbki liczyły 3000 mieszkańców. W 1934 roku rozpoczęła działalność agencja pocztowa, a w 1935 roku doprowadzono do części Ząbek elektryczność.
II wojna światowa przerwała budowę szkoły i budowę kościoła parafialnego. Niemiecka okupacja trwała od 14 września 1939 do 13 września 1944 roku. W czasie II wojny światowej szpital znalazł się na linii frontu podczas oblężenia Warszawy i zamienił się w szpital wojenny, a w 1944 roku został doszczętnie ograbiony przez Niemców, co bardzo pogorszyło jego sytuację finansową, jednak budynek szpitala przetrwał wojnę.
Od 1948 roku placówka szpitala podlegała Ministerstwu Zdrowia, a następnie Wydziałowi Zdrowia i Opieki Społecznej Miasta Stołecznego Warszawy  obejmując opieką Pragę-Południe i Pragę-Północ oraz 3 powiaty: wołomiński, otwocki i nowodworski.
W roku 1967 Ząbki otrzymały prawa miejskie, po 1969 wybudowano pierwsze bloki mieszkalne w rejonie ulic Stefana Batorego i Wojska Polskiego (proj. Wiesław Wieczorkiewicz).
W 1998 roku szpital ząbkowski uzyskał osobowość prawną i od tego czasu podlega samorządowi województwa mazowieckiego.
W 2000 r. w Ząbkach, przy ul. Powstańców, dla okolicznych mieszkańców utworzono nową parafię. Proboszczem tej parafii został ks. Sylwester Ciesielski, dotychczasowy wikariusz parafii Miłosierdzia Bożego w Ząbkach. W nowej parafii zbudowano kaplicę i dom dla proboszcza. Uroczyste poświęcenie placu pod budowę świątyni, odbyło się w dniu 24 września 2004 roku.

## Struktura powierzchni
Według danych GUS z 1 stycznia 2024 r. Ząbki mają obszar 10,98 km². Według danych z roku 2014 grunty leśne wynoszą 29,7% obszaru. Ogólna powierzchnia gruntów leśnych na terenie gminy wynosi 326 ha. Miasto stanowi 1,2% powierzchni powiatu.

## Demografia
Dane z 31 grudnia 2023:
| Opis                              | Ogółem | Ogółem | Kobiety | Kobiety | Mężczyźni | Mężczyźni |
| --------------------------------- | ------ | ------ | ------- | ------- | --------- | --------- |
| Jednostka                         | osób   | %      | osób    | %       | osób      | %         |
| Populacja                         | 45 347 | 100    | 23 409  | 51,6    | 21 938    | 48,4      |
| Gęstość zaludnienia [mieszk./km²] | 4130   | 4130   | 2132    | 2132    | 1998      | 1998      |

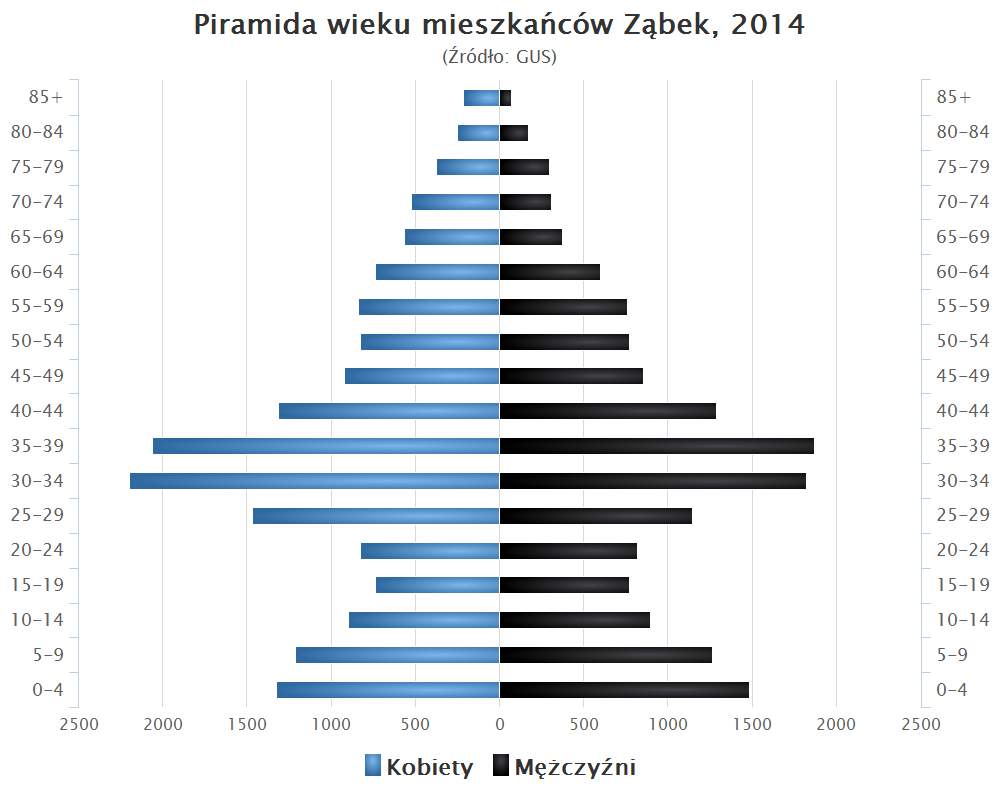
Piramida wieku mieszkańców Ząbek w 2014 roku

Według danych GUS w 2023 r. liczba mieszkańców wynosiła 45 347 osób. W mieście na 1 km² przypada 4130 osoby, co daje pierwsze miejsce spośród miast w Polsce pod względem gęstości zaludnienia na jednostkę. Na 100 mężczyzn przypada 107 kobiet. Według danych GUS z roku 2023 średni dochód gminy na mieszkańca ogółem wynosił 6133 zł.
Według danych GUS z 2023 przedstawiających miasta o najwyższym przyroście naturalnym na 1000 ludności Ząbki zajęły 2 miejsce w Polsce.

## Gospodarka
Struktura gospodarki Ząbek w głównej mierze oparta jest na prywatnych przedsiębiorstwach stanowiących 99,43% wszystkich podmiotów gospodarczych miasta. Główne sektory działalności w Ząbkach to usługi transportowe towarów, handel detaliczny, hurtowy, roboty budowlane, usługi w sektorze IT oraz działalność naukowo-techniczna. Według danych GUS z 2013 r. miasto zajmuje 1 miejsce w powiecie (15 w województwie) pod względem liczby podmiotów w rejestrze REGON na 10 tys. ludności wynosząc 2479. Stopa bezrobocia jest znacznie poniżej poziomu powiatowego (8,9%) i wynosi 5,7%. W 2015 roku Ząbki stały się pierwszym miastem, które w ramach Programu „Samorządowa Polska” uruchomiły działalność pożyczkową dla nowych i obecnych przedsiębiorstw sektora MŚP. Każdego roku władze miasta organizują tematyczne spotkanie z lokalnymi przedsiębiorcami. Na terenie miasta funkcjonuje Praska Giełda Spożywcza.

### Budżet miasta
Dochody miasta w 2014 wyniosły 116 mln zł przy wydatkach 109,8 mln zł. Według danych GUS Ząbki są na 1 miejscu w powiecie pod względem dochodów własnych do budżetu gminy. Dochody własne stanowiły w dochodach ogółem budżetu gminy 67,5%. Udział wpływów z tytułu podatku dochodowego od osób fizycznych w dochodach własnych wyniósł 43,8%.

## Infrastruktura i transport
Gmina Ząbki w ostatnich latach stała się jednym z krajowych liderów pozyskiwania i wykorzystania środków unijnych na rozwój i modernizację dla miast w Polsce. Według danych GUS z 2013 roku Ząbki pozyskały środki unijne o wysokości ponad 60 mln zł na rozwój inwestycji. W gminie w 2013 roku 99,6% wydatków majątkowych przeznaczono na cele inwestycyjne. Wydatki majątkowe inwestycyjne stanowiły 34,4% wydatków ogółem budżetu miasta. 31 stycznia 2012 roku miasto Ząbki otrzymało trzy statuetki LIDERA PRO WM dla rozwoju Mazowsza.

### Infrastruktura drogowa

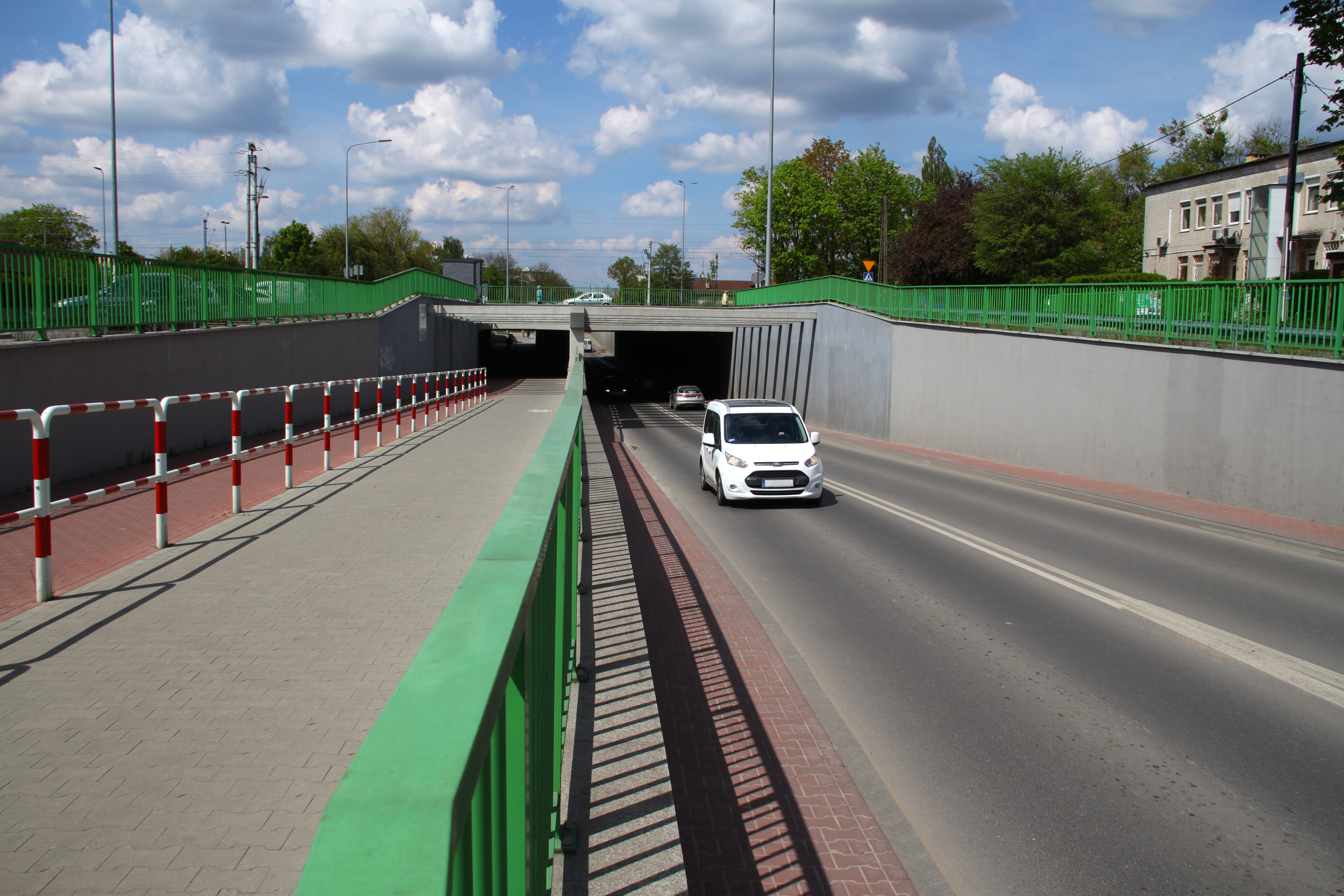
Tunel w Ząbkach od strony południowej

Przez miasto przebiega droga wojewódzka nr 629 kierunek Warszawa – Ząbki – Marki, oraz krzyżują się drogi wojewódzkie:
- 631 kierunek Warszawa – Ząbki – Nowy Dwór Mazowiecki,
- 634 kierunek Warszawa – Ząbki – Tłuszcz.

Na pograniczu również droga E67 S8
Miasto wykorzystując pieniądze pozyskane przez samorząd w ramach środków unijnych wybudowało lub zmodernizowało ok. 9 km dróg publicznych. Według danych GUS z 2013 roku Ząbki mają wybudowanych 11 km ścieżek rowerowych. Tunel przejazdowy w Ząbkach jest jedną z największych zrealizowanych inwestycji drogowych w powiecie wołomińskim. Inwestycja została zrealizowana dzięki współfinansowaniu ze środków Unii Europejskiej w ramach Europejskiego Funduszu Rozwoju Regionalnego z Regionalnego Programu Operacyjnego Województwa Mazowieckiego na lata 2007–2012.

### Transport kolejowy
Przez Ząbki przechodzi linia kolejowa nr 21 prowadząca z dworca Warszawa Wileńska do Zielonki, na której prowadzony jest wyłącznie ruch podmiejski obsługiwany przez Koleje Mazowieckie. Istnieje przystanek kolejowy Ząbki. Do 3 kwietnia 2012 roku przystanek w Ząbkach był w pierwszej strefie biletowej jako przystanek graniczny, obecnie w drugiej. Przystankiem granicznym 1. strefy biletowej jest Warszawa Zacisze-Wilno.

### Publiczny transport zbiorowy
Przez miasto prowadzą linie autobusowe ZTM Warszawa 112, 140, 145, 190, 199, 245, 340, 738, L40, L44, L45, L46, N61, N62 (z czego linie: 112, 140, 190, 340, 738, L40, L44, L45, L46 i N61 tylko przez przystanek Wolności, znajdujący się na granicy Ząbek z Warszawą i Markami.)
Linie Ząbki-1, Ząbki-2M, Ząbki-3 i Ząbki 4M to linie darmowe (finansowane z podatków) dla zameldowanych lub płacących podatek osobisty od dochodów w Ząbkach. Linie Ząbki-1 i Ząbki-3 kursują na trasie Powstańców - CH Marki, linia Ząbki-2M kursująca tylko w dni robocze na trasie Rembertów Ratusz 01 - Metro Trocka, natomiast Ząbki-4M na trasie Rembertów Ratusz 01 - Metro Trocka przez północną część Ząbek (w weekendy na skróconej trasie: Andersena - Metro Trocka).  

### Infrastruktura sanitarno-ciepłownicza
Ząbki są liderem w powiecie (2. miejsce w województwie) pod względem korzystania mieszkańców z dostępu z instalacji kanalizacyjnej. Według danych GUS 2013 r. korzysta z tej instalacji 93% mieszkańców. Ząbki są również jednym z liderów pod względem dostępu do sieci gazowych co pokazuje 90% statystyka oraz wysokie miejsce w zestawieniach (2. miejsce w powiecie, 7. miejsce w województwie).

## Opieka zdrowotna
Ząbki posiadają na swoim terenie 11 przychodni zdrowia, w tym jedna publiczną. Na każdą placówkę przypada średnio 2899 pacjentów.

## Edukacja i oświata

### Placówki przedszkolne

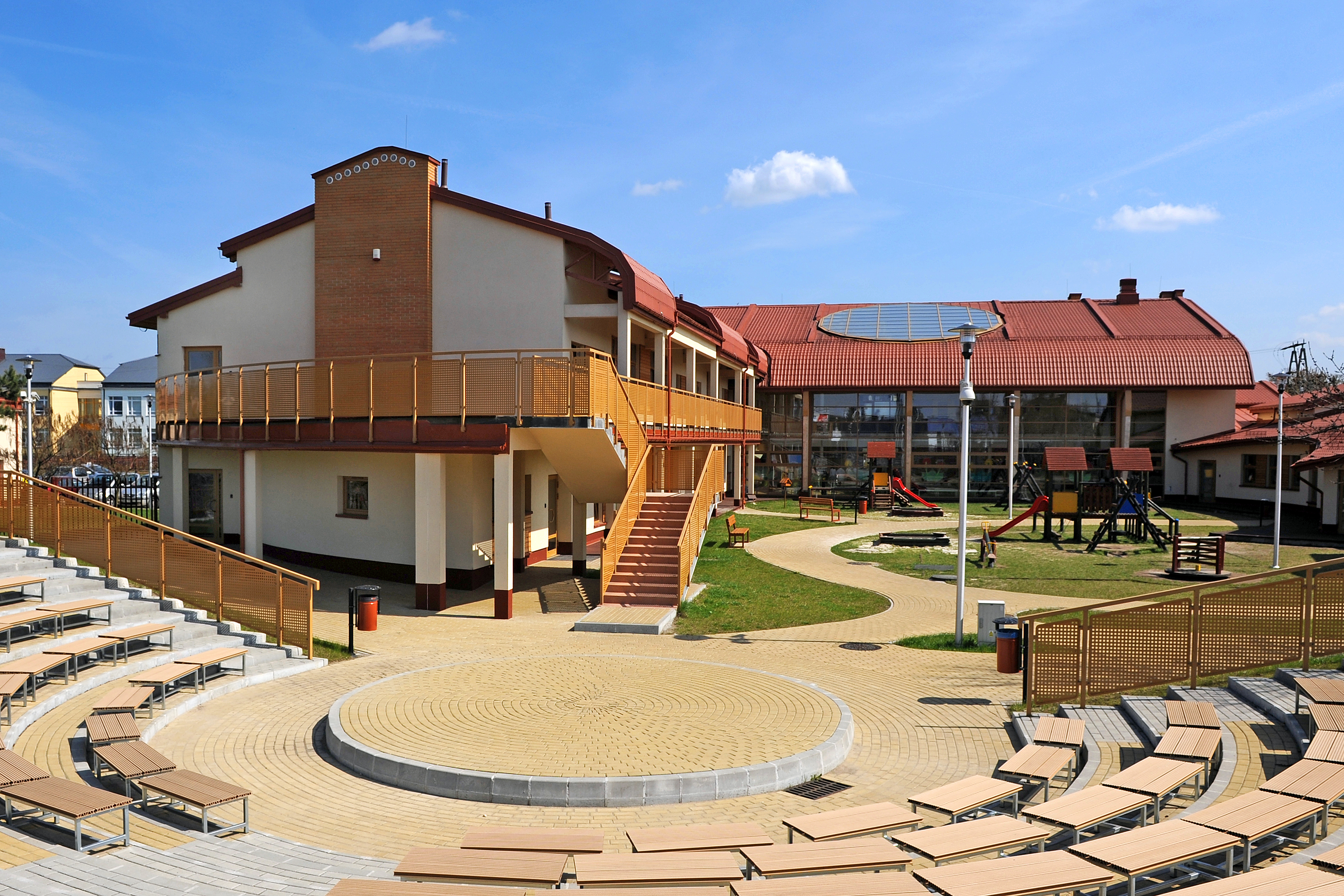
Przedszkole w Ząbkach

Na terenie miasta działa 5 publicznych oraz kilkadziesiąt niepublicznych placówek przedszkolnych. Według danych GUS z 2013 r. miasto zajmuje 4 miejsce w powiecie pod względem liczby dzieci w placówkach przedszkolnych na 100 miejsc.
- Publiczne Przedszkole nr 1 „Zielony Dinek” (ul. Wyspiańskiego)
  - Filia Publicznego Przedszkola nr 1 „Zielony Dinek” (ul. Dzika)
- Publiczne Przedszkole nr 2 „Leśny zakątek” (ul Prusa)
- Publiczne Przedszkole nr 3 „Skrzat” (Westerplatte)
- Publiczne Przedszkole American Kids College (ul. Powstańców)
- Publiczne Przedszkole „ZOZOLAND” (ul Powstańców)
- Publiczne Przedszkole i Żłobek „Przystań Elfów” (ul. Kuleszy)

|                                                                   | 2010 | 2012 | 2013 |
| ----------------------------------------------------------------- | ---- | ---- | ---- |
| Żłobki i kluby dziecięce                                          | –    | 1    | 2    |
| Dzieci przebywające w żłobkach i klubach dziecięcych w ciągu roku | –    | 59   | 60   |

### Szkoły podstawowe
- Szkoła Podstawowa nr 1 im. Franciszka Kleeberga (ul. Piłsudskiego)
- Szkoła Podstawowa nr 2 im. Jana Kochanowskiego (ul. Batorego)
- Szkoła Podstawowa nr 3 im. Małego Powstańca (ul. Kościelna)
- Szkoła Podstawowa nr 4 im. Jana Pawła II (ul. Harcerska)
- Szkoła Podstawowa nr 5 im. bł. ks. Jerzego Popiełuszki (ul. Batorego)
- Szkoła Podstawowa nr 6 im. Małgorzaty Dydek (ul. Dzika)
- Publiczna Katolicka Szkoła Podstawowa im. Ks. Jana Twardowskiego (ul. 11 Listopada)
- Prywatna Szkoła Podstawowa im Ks. Jerzego Popiełuszki (ul. Piłsudskiego)

### Zespół Publicznych Szkół Katolickich
- Publiczna Katolicka Szkoła Podstawowa (ul. 11-go Listopada)

Dane Statystycznego Vademecum Samorządowca 2014:
| Edukacja                                              | 2010/11 | 2012/13 | 2013/14 |
| ----------------------------------------------------- | ------- | ------- | ------- |
| Placówki wychowania przedszkolnego                    | 18      | 21      | 24      |
| w tym przedszkola                                     | 13      | 15      | 17      |
| Miejsca w przedszkolach                               | 1459    | 1713    | 1805    |
| Dzieci w placówkach wychowania przedszkolnego         | 1581    | 1893    | 2014    |
| w tym w przedszkolach                                 | 1304    | 1533    | 1527    |
| Szkoły podstawowe                                     | 5       | 5       | 5       |
| Uczniowie szkół podstawowych                          | 2061    | 2351    | 2538    |
| Szkoły gimnazjalne                                    | 3       | 3       | 3       |
| Uczniowie szkół gimnazjalnych                         | 1038    | 1012    | 1066    |
| Liczba uczniów przypadających na 1 oddział w szkołach |         |         |         |
| podstawowych                                          | 23      | 24      | 24      |
|                                                       |         |         |         |

## Zabytki

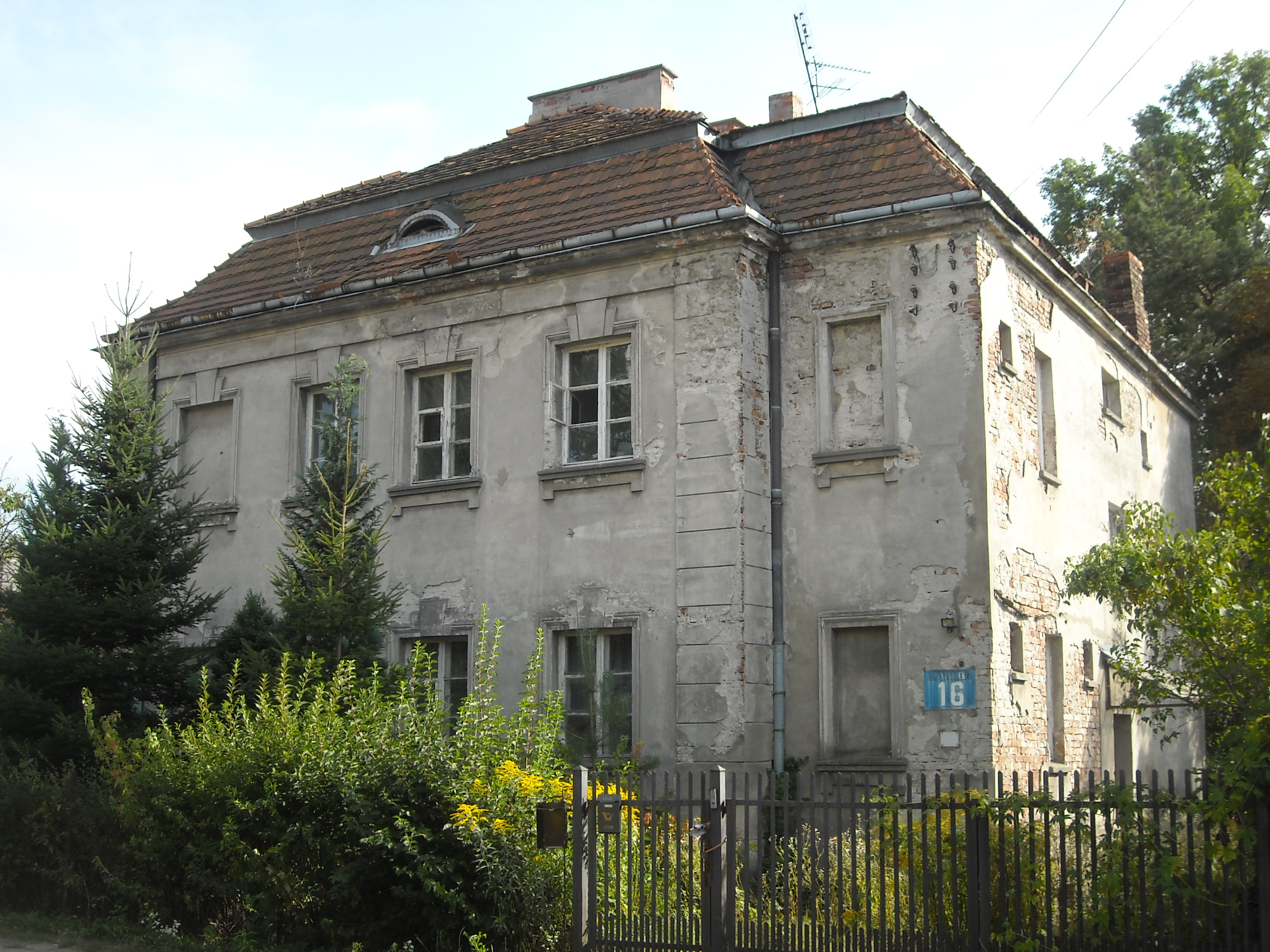
Willa na ul. Wyzwolenia 16 w Ząbkach

- willa, 1918, nr rej.: 1262-A z 10.06.1985
- willa, 1925, nr rej.: 1331-A z 29.07.1988
- willa, 1920, nr rej.: A812 z 25.08.2008
- Zespół budowlany willa „Arkadia” wraz z budynkiem gospodarczym z 1923 roku, nr rej.: A-981 z 30.07.2010[13].

## Kultura
Głównym animatorem kultury w Ząbkach jest Miejski Ośrodek Kultury, zlokalizowany w dwóch miejscach: w zabytkowej wilii „Alina”, której właścicielem był w latach 20. XX w. gen. Władysław Sikorski oraz w budynku trybuny głównej, gdzie znajduje się dobrze wyposażona sala widowiskowa wraz z zapleczem.
Bieżąca działalność kulturalna odbywa się poprzez różne sekcje i koła zainteresowań, takie jak: Pracownia Rysunku i Malarstwa (dzieci, młodzież i dorośli), Studio Teatralne, Warsztaty Ceramiczne, Warsztaty Wokalne, Nauka gry na instrumentach klawiszowych, Nauka gry na gitarze, Klub tańca nowoczesnego „FART”, Taniec towarzyski (dzieci i dorośli), Lekcje baletu, Warsztaty Fotograficzne Grupa edukacji Artystycznej (plastyka, rytmika, zabawa w teatr), Plastyka dla dzieci młodszych, Miejsko-Parafialny Chór „Cantores Miseriocordiae”, Trening pamięci, Klub Seniora „Relaks”, Klub Seniora „Retro”, Chór Seniora „Złota Jesień”. Oprócz codziennych zajęć MOK organizuje wystawy, konkursy i spotkania z artystami. Ważną instytucją kultury jest Miejska Biblioteka Publiczna, która udostępnia księgozbiór i realizuje ciekawe inicjatywy takie jak: spotkania pisarzy z czytelnikami, czy działający przy bibliotece klub dyskusyjny.
Dzięki współpracy Miasta z Praską Giełdą Spożywczą na terenie Ząbek mają miejsce imprezy o zasięgu wojewódzkim, takie jak Dni Produktów Regionalnych „Polskie Smaki”.
Imprezy cykliczne organizowane w mieście m.in.:
- Obchody rocznic Powstania Warszawskiego
- Obchody rocznic Bitwy Warszawskiej 1920
- Grudniowe Betlejemskie Światełko

## Sport i rekreacja

### Miejski Ośrodek Sportu i Rekreacji

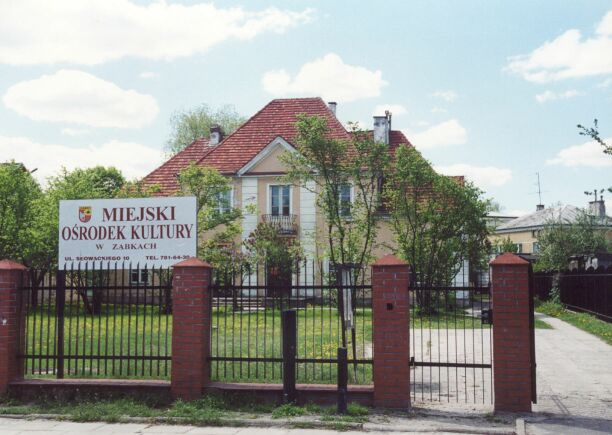
Miejski Ośrodek Kultury

W mieście działa Miejski Ośrodek Sportu i Rekreacji, który organizuje zajęcia w sekcjach:
- Piłka nożna
- Koszykówka
- Szermierka
- Sporty Walki
- Badminton i tenis stołowy
- Gimnastyka i akrobatyka
- Tenis ziemny

### Klub piłkarski
W mieście funkcjonuje III-ligowy klub piłkarski Ząbkovia Ząbki (dawny Dolcan), który ma swoją siedzibę na zmodernizowanym stadionie Dozbud Arena przy ul. Słowackiego 21. Całkowita pojemność stadionu wynosi 2100 miejsc, z czego większość jest zadaszona. W przeszłości klub grał w I lidze.

### Miejskie Centrum Sportu i Rekreacji
Miasto Ząbki od 2014 roku dysponuje rekreacyjnym obiektem sportowym, współfinansowanym dzięki funduszom unijnym pozyskanym na rozwój w latach 2007–2012. W skład kompleksu Turystyczno-Rekreacyjno-Sportowego wchodzą:
- basen pływacki 25 metrowy
- basen do nauki pływania
- brodzik dla dzieci
- basen z jacuzzi i hydromasażem
- zjeżdżalnia wodna
- zespół odnowy biologicznej
- kręgielnia, korty squash, bar
- widownia na 300 osób
- parking podziemny

Miasto jest organizatorem wielu sportowych imprez cyklicznych m.in.:
- Majowy bieg „Polska Biega”
- Turniej badmintonowy o Puchar Burmistrza
- Turniej tenisa stołowego o Puchar Burmistrza
- Turniej Piłki Nożnej o Puchar Burmistrza
- Bieg 11 listopada

## Wspólnoty wyznaniowe
- Kościół rzymskokatolicki:
  - parafia Świętej Trójcy[14],
  - parafia pw. Miłosierdzia Bożego[15],

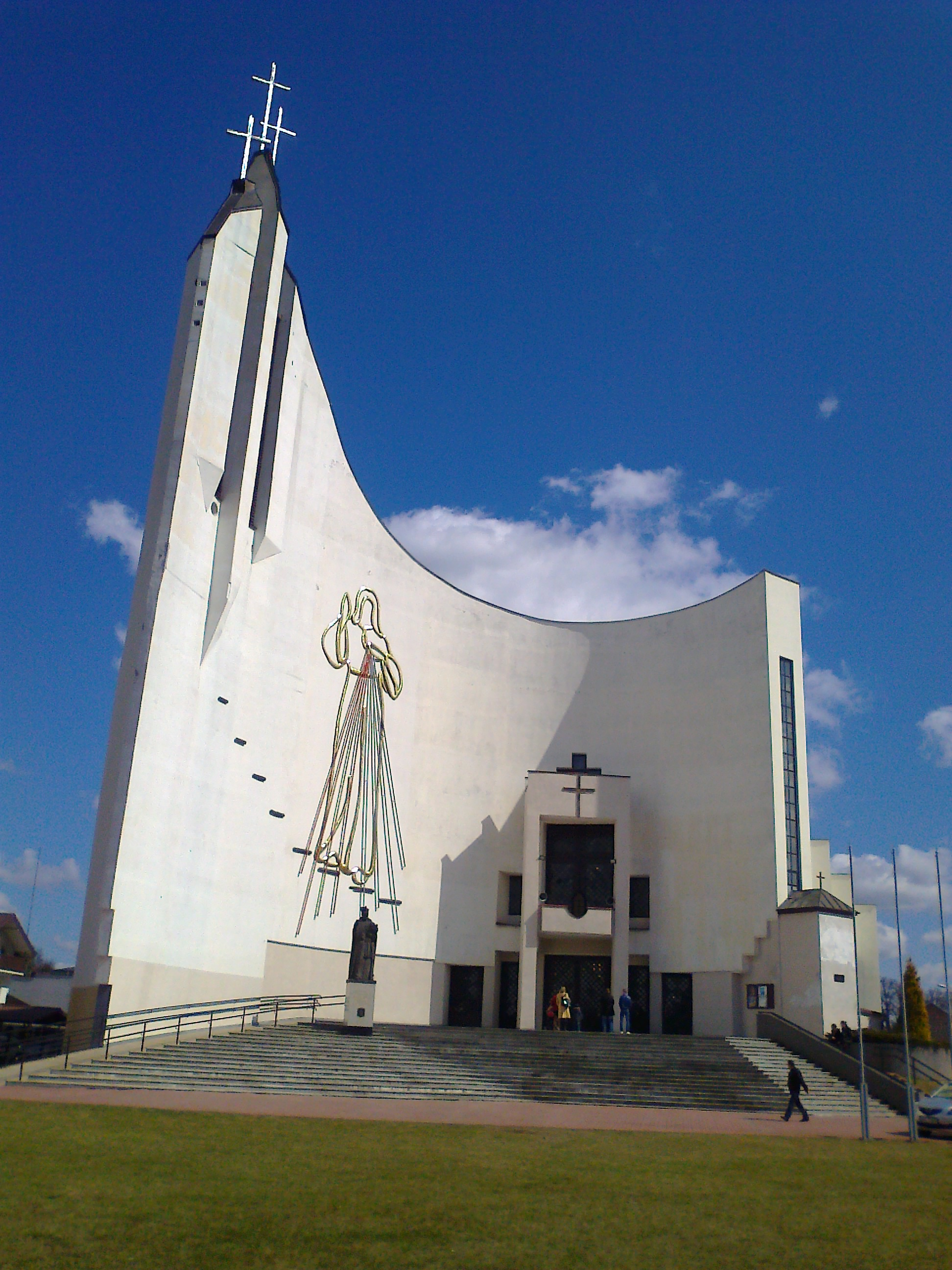
Kościół Miłosierdzia Bożego

  - parafia pw. Zesłania Ducha Świętego[16].
- Kościół greckokatolicki:
  - parafia Narodzenia Najświętszej Marii Panny[17]
- Świadkowie Jehowy:
  - zbór Ząbki (Sala Królestwa ul. Jana Pawła II 15G)[18].

## Sąsiednie gminy
Marki, m.st. Warszawa, Zielonka